# Transit Blues
Transit Blues è il sesto album prodotto in studio dalla band metalcore The Devil Wears Prada. È stato rilasciato il 7 ottobre 2016 dall'etichetta discografica Rise Records. Giuseppe Capolupo, batterista dei Demise of Eros, Haste the Day e Once Nothing, ha dichiarato di aver registrato le parti di batteria di Transit Blues, dopo la dipartita di Daniel Williams dalla band.

## Lista tracce
1. Praise Poison – 2:34
2. Daughter – 2:28
3. Worldwide – 3:28
4. Lock & Load – 3:19
5. Flyover States – 3:24
6. Detroit Tapes – 2:12
7. The Condition – 4:00
8. To the Key of Evergreen – 5:07
9. Submersion – 4:13
10. Home for Grave, Pt. II – 4:03
11. Transit Blues – 3:24

## Formazione
Tutti i crediti vanno a AllMusic
The Devil Wears Prada
- Mike Hranica – voce principale, chitarre aggiuntive
- Jeremy DePoyster – voce pulita, chitarra ritmica
- Andy Trick – basso
- Kyle Sipress – chitarra principale, corista

Altri musicisti
- Giuseppe Capolupo – batteria
- Jonathan Gering – tastiere, sintetizzatore

Produzione
- Dan Korneff – produttore, ingegneria del suono, missaggio
- The Devil Wears Prada – produttore
- Nick Sferlazza – ingegneria del suono
- Ted Jensen – mastering
- Ben Wilcox – demo ingegneria del suono, rehearsal director
- Stephen Harrison – voci
- Anthony Barlich – fotografia
- Jonathan Gering – composizione
- Mike Hranica – direzione artistica
- Jarryd Nelson – editing
- Alex Prieto – editing
- Micah Sedmak – direzione artistica, design, layout